# Rahman Rezaei
Rahman Rezaei (persisch رحمان رضایی; * 20. Februar 1975 in Nūr) ist ein iranischer ehemaliger Fußballspieler.

## Karriere
Rahman Rezaei begann seine Profikarriere bei Zob Ahan Isfahan. Nach fünf überzeugenden Spielzeiten in der höchsten iranischen Spielklasse und guten Auftritten im Dress der Nationalmannschaft wechselte er zur Saison 2001/02 ins Ausland zu AC Perugia in die italienische Serie A. Dort blieb er zwei Spielzeiten, bis es ihn zur Saison 2003/04 zum FC Messina zog. In seiner ersten Saison bei Messina gelang ihm der Aufstieg in die Serie A. Nach drei erfolgreichen Spielzeiten wechselte er zur Saison 2006/07 zum AS Livorno, bei der er nur unregelmäßig zum Einsatz kam.
Sein Nationalmannschaftsdebüt gab er im Jahr 2001 gegen die Auswahl Bosnien-Herzegowinas. Bei der WM 2006 war er ein Schlüsselspieler Irans, der allerdings nicht die Hoffnung erfüllen konnte, die man in ihn setzte. Rezaei erntete vielmehr Kritik für seine Fehler, die nicht selten zu Gegentoren führten. Im April 2007 gab er nach der enttäuschenden Asienmeisterschaft 2007 seinen Rücktritt aus der Nationalmannschaft bekannt. Im Dezember 2007 erklärte Rezaei seinen Rücktritt vom Rücktritt und nimmt mit seinem Land an der Qualifikation für die WM 2010 teil.
Er bestritt bislang 56 Länderspiele für den Iran, in denen er drei Treffer erzielte.
Rahman Rezaei wird in der Saison 2008/2009 bei Persepolis Teheran spielen.